# Bikkia bridgeana
Bikkia bridgeana är en måreväxtart som beskrevs av Ferdinand von Mueller. Bikkia bridgeana ingår i släktet Bikkia och familjen måreväxter. Inga underarter finns listade i Catalogue of Life.